# Án lệ 26/2018/AL
Án lệ 26/2018/AL về xác định thời điểm bắt đầu tính thời hiệu và thời hiệu yêu cầu chia di sản thừa kế là bất động sản là án lệ công bố thứ 26 thuộc lĩnh vực dân sự của Tòa án nhân dân tối cao tại Việt Nam, được Hội đồng Thẩm phán Tòa án nhân dân tối cao thông qua, Chánh án Tối cao Nguyễn Hòa Bình ra quyết định công bố ngày 6 tháng 11 năm 2018, và có hiệu lực cho tòa án các cấp trong cả nước nghiên cứu, áp dụng trong xét xử từ ngày 3 tháng 12 năm 2018. Án lệ 26 dựa trên nguồn là Quyết định giám đốc thẩm số 06 ngày 27 tháng 3 năm 2017 của Hội đồng Thẩm phán Tòa án nhân dân tối cao về vụ án tranh chấp thừa kế tài sản và chia tài sản chung ở Hà Nội, nội dung xoay quanh chia di sản thừa kế; thời hiệu yêu cầu chia di sản thừa kế; và thời điểm bắt đầu tính thời hiệu.
Trong vụ việc, nguyên đơn là tám anh em ruột khởi kiện bị đơn là mẹ kế và em trai cùng cha khác mẹ về việc thừa kế tài sản được để lại bởi bố mẹ, không di chúc, phân chia theo quy định pháp luật. Việc yêu cầu chia tài sản nhằm mục đích thờ cúng tổ tiên, được thỏa thuận theo nhiều hình thức. Vấn đề phát sinh về thời hiện khởi kiện vấn đề liên quan đến quyền thừa kế theo quy định trong các văn bản quy phạm pháp luật. Từ đây, vụ án được chọn làm án lệ để xác định vấn đề về sắp xếp thời hiệu yêu cầu quyền dân sự, cụ thể là chia di sản thừa kế.

## Tóm lược vụ án
Tại Hà Nội, vợ chồng Cấn Văn K (gọi tắt: cụ K), Hoàng Thị T (gọi tắt: cụ T) có tám người con chung là Cấn Xuân V (gọi tắt: ông V), Cấn Thị N1 (gọi tắt: bà N1), Cấn Thị N2 (gọi tắt: bà N2), Cấn Thị M1 (gọi tắt: bà M1), Cấn Thị T1 (gọi tắt: bà T1), Cấn Thị H (gọi tắt: bà H), Cấn Xuân T (gọi tắt: ông T), Cấn Văn S (gọi tắt: ông S, chết năm 2008, có vợ là Nguyễn Thị M và hai con là Cấn Thùy L và Cấn Hoàng K). Từ khi lấy nhau, cụ K và cụ T đã tạo lập được mảnh đất rộng 612 m², định cư ở đây. Năm 1972, cụ T chết, không để lại di chúc. Cụ K sau đó đã lấy Nguyễn Thị L (gọi tắt: cụ L) và có bốn người con chung là Cấn Thị C (gọi tắt: bà C), Cấn Thị M2 (gọi tắt: bà M2), Cấn Anh C (gọi tắt: ông C) và Cấn Thị T2 (gọi tắt: bà T2). Cụ K được cấp giấy chứng nhận quyền sử dụng đất trên mảnh đất cư trú, rồi qua đời năm 2002, cũng không để lại di chúc. Nhà đất được vợ hai là cụ L và con trai là ông C quản lý, sử dụng.
Vấn đề nảy sinh khi tám người con của vợ thứ nhất yêu cầu phân chia di sản thừa kế của bố mẹ để lại là cụ K và cụ T. Ngày 2 tháng 11 năm 2010, nguyên đơn tám anh chị em do Cấn Thị N2 đại diện đệ đơn khởi kiện bị đơn là mẹ kế và em trai cùng cha khác mẹ là ông C, đơn gửi Tòa án nhân dân thành phố Hà Nội, được thụ lý giải quyết từ sơ thẩm, phúc thẩm tại Tòa Phúc thẩm Tòa án nhân dân tối cao tại Hà Nội rồi giám đốc thẩm tại Tòa án nhân dân tối cao, đưa ra nhận định để xét xử lại.

## Tranh tụng

### Nguyên đơn
Tại đơn khởi kiện và quá trình tố tụng, đại diện các nguyên đơn là Cấn Thị N2 trình bày rằng: Cấn Văn K và Hoàng Thị T sinh được tám người con. Năm 1972, cụ T chết. Năm 1973, cụ K kết hôn với cụ L, sinh được bốn người con. Sinh thời cụ K, cụ T tạo lập được 612 m² đất, trên đất có hai căn nhà ba gian, tọa lạc tại thôn T, xã P, huyện Th, thành phố Hà Nội, được cấp giấy chứng nhận quyền sử dụng đất năm 2002 đứng tên hộ Cấn Văn K. Sau khi cụ T chết, toàn bộ nhà đất nêu trên do cụ K và cụ L quản lý. Năm 2002 cụ K chết, khối tài sản này do cụ L và Cấn Anh C quản lý.
Cụ K và cụ T chết không để lại di chúc. Nay các đồng nguyên đơn là con cụ K với cụ T khởi kiện yêu cầu chia tài sản chung của cụ T và chia di sản thừa kế của cụ K theo quy định của pháp luật, trong đó bà N1, bà N2, bà M1, bà T1, bà H, ông T, bà C và Nguyễn Thị M (vợ ông S) đề nghị kỷ phần ông, bà được hưởng giao lại cho ông V làm nơi thờ cúng cha mẹ, tổ tiên.

### Bị đơn
Bị đơn là Nguyễn Thị L và con trai Cấn Anh C trình bày rằng: về quan hệ huyết thống và di sản thừa kế như nguyên đơn trình bày là đúng. Cụ L thừa nhận trước khi kết hôn với nhau, cụ K đã có các tài sản là ba gian nhà cấp bốn lợp rạ và ba gian bếp trên diện tích đất 612 m². Quá trình quản lý, sử dụng, vợ chồng cụ có cải tạo và xây dựng lại một số công trình phụ, tường bao như hiện nay. Năm 2002, Nhà nước cấp giấy chứng nhận quyền sử dụng đất đứng tên hộ Cấn Văn K. Thời điểm này hộ cụ K có sáu người gồm: Cụ K, cụ L, ông T, bà M2, bà T2 và ông C, tức vợ chồng cụ K, cụ L và bốn người con chung của vợ chồng. Nay các nguyên đơn khởi kiện, cụ L và ông C đề nghị giải quyết theo quy định của pháp luật.

### Bên thứ ba
Người có quyền lợi, nghĩa vụ liên quan là Cấn Thị C, Cấn Thị T2, Cấn Thị M2 tức con gái của cụ L, cụ K và chị em của ông C; và đương sự Nguyễn Thị M (vợ ông S), Lê Thị H (vợ bị đơn ông C) thừa nhận quan hệ huyết thống như nguyên đơn, bị đơn khai và đề nghị giải quyết theo pháp luật. Nếu yêu cầu của nguyên đơn được chấp nhận, kỷ phần của các bà Nguyễn Thị M, bà C giao lại cho ông V; kỷ phần của bà M2 để lại cho ông C; bà T2 xin được nhận kỷ phần của mình.

## Xét xử

### Sơ thẩm

#### Quyết định
Ngày 20 tháng 7 năm 2012, tại số 01 phố Phạm Văn Bạch, phường Yên Hòa, quận Cầu Giấy, Hà Nội, phiên xét xử sơ thẩm đã diễn ra sau các phiên liên tiếp. Tòa án nhân dân thành phố Hà Nội đã quyết định: chấp nhận yêu cầu khởi kiện của nguyên đơn. Cụ thể: xác nhận khối tài chung gồm nhà cấp bốn, nhà thờ, bếp, sân gạch, tường bao, lán lợp xi măng, nhà tắm, bình inox, tường bao trên diện tích đất 612 m² có trị giá 1.565.504.366 đồng trong đó phần tài sản của cụ K và cụ T có trị giá 1.536.331.972 đồng, phần tài sản của cụ K và cụ L phát triển có trị giá 21.338.977 đồng, tài sản vợ chồng ông C, bà H phát triển có trị giá 7.833.417 đồng.
Cụ T chết năm 1972, chia tài sản chung của cụ T cho tám người con chung, mỗi người được hưởng 96.020.748 đồng, ông S đã chết nên phần của ông S do vợ là Nguyễn Thị M và hai con là cháu L và cháu K hưởng. Cụ K chết năm 2002, hàng thừa kế thứ nhất của cụ K là tám người con chung với cụ T, cụ L và bốn người con chung với cụ L, tức 13 người, mỗi người được hưởng 30.365.575 đồng. Tòa sơ thẩm chấp nhận sự tự nguyện của các nguyên đơn về việc chuyển tài sản cho ông V; chấp nhận sự tự nguyện của bà M2 cho ông C tài sản.

#### Phân chia di sản
Tòa sơ thẩm phân chia di sản. Về phía nguyên đơn: giao ông V sở hữu ba gian nhà ngoài 31,4 m² (4.435.233 đồng), sân gạch (1.456.475 đồng), tường bao xung quanh 27,63 m² (810.488 đồng), tường bao nhà tắm hết giá trị sử dụng, tường gạch (242.804 đồng), tường hoa trước nhà thờ hết giá trị sử dụng, giếng khoan hết giá trị sử dụng, nhà cấp bốn (nhà thờ) và hiên trước nhà (5.678.736 đồng), bếp (3.696.503 đồng), nhà tắm (4.114.332 đồng); bình nước inox hai mét khối (2.000.000 đồng), hai bể nước hết giá trị sử dụng, mái tôn lợp trên sân gạch (1.719.085 đồng), nhà chăn nuôi hết giá trị sử dụng, cổng hết giá trị sử dụng, cây cối: một cây na, một cây xoài, một cây bưởi (470.000 đồng) gắn với quyền sử dụng 367,1 m² đất (917,75 triệu đồng). Tổng cộng = 942,656 triệu đồng, phần tài sản được hưởng 1.041.456.159 đồng, ông V còn được nhận tiền tài sản chênh lệch ở cụ L là 99.032.460 đồng. Phần tài sản ông V được hưởng 1.041.456.000đ (có sơ đồ kèm theo).
Về phía bị đơn: giao sở hữu một gian buồng 13.3 m² (1.896.739 đồng), tường bao (1.934.843 đồng), tường gạch (666.841 đồng), sân gạch (400.000 đồng), lán lợp xi măng (1.462.287 đồng), cây cối (4.470.000 đồng) gắn liền với việc sử dụng 244,9 m² đất (612,25 triệu đồng), tổng trị giá 623.080.710 đồng, phần tài sản được hưởng 524.048.198 đồng. Cụ L và ông C phải thanh toán cho bà T2 số tiền 30.365.575 đồng và phải thanh toán chênh lệch tài sản cho ông V là 99.032.503 đồng, cụ L phải tự mở cửa nhà và tự mở lối đi trên đất của mình. Vì kèo gian buồng giữa ông V và mẹ con cụ L là vì kèo chung, ai dỡ nhà trước phải để lại cho phía bên kia. Ngoài ra, Tòa án cấp sơ thẩm còn quyết định về phần án phí.

### Phúc thẩm

#### Quyết định
Ngày 13 tháng 8 năm 2012, bị đơn kháng cáo. Ngày 17 tháng 6 năm 2013, tại trụ sở ở ngõ 02 phố Tôn Thất thuyết, phường Yên Hoà, quận Cầu Giấy, Hà Nội, phiên phúc thẩm đã diễn ra, Tòa Phúc thẩm Tòa án nhân dân tối cao tại Hà Nội quyết định: chấp nhận kháng cáo của các bị đơn, sửa bản án sơ thẩm; chấp nhận một phần yêu cầu khởi kiện cuả nguyên đơ. Cụ thể: xác nhận khối tài sản chung như bản án sơ thẩm. Cụ T chết năm 1972, thời hiệu khởi kiện về quyền thừa kế đã hết. Có đồng thừa kế không thống nhất xác định di sản của cụ T để lại là tài sản chung chưa chia, nên không chấp nhận yêu cầu của các nguyên đơn về việc chia di sản của cụ T để lại như chia tài sản chung cho tám người con của cụ T. Do đã hết thời hiệu khởi kiện về quyền thừa kế, nên những người đồng thừa kế đang quản lý di sản là cụ L và ông C được tiếp tục quản lý sử dụng và sở hữu.
Cụ K chết năm 2002, hàng thừa kế thứ nhất của cụ K có 13 người gồm cụ L và 12 người con, mỗi người được hưởng một phần bằng nhau quy thành tiền là 30.365.575 đồng. Chấp nhận sự tự nguyện của các bên như bản án sơ thẩm.

#### Phân chia di sản
Về nguyên đơn: giao cho ông V phần diện tích đất có nhà thờ được chia bởi một đường thẳng cắt ngang thửa đất, trùng với mép ngoài đầu hồi nhà chính (có sơ đồ kèm theo). Phần diện tích ông V được chia (bên có nhà thờ) có tổng diện tích là 218,2 m² (trong đó 100 m² đất ở và 118,2 m² đất vườn, có thời hạn sử dụng 50 năm), thành tiền là 545,5 triệu đồng và các tài sản trên đất gồm: nhà thờ và diện tích hiên trước nhà thờ, bếp, nhà tắm, bình inox, hai bể nước hết giá trị sử dụng. Tổng cộng trị giá tài sản trên đất là 15.489.571 đồng. Tổng cộng trị giá phần tài sản trên đất và đất ông V được chia là 560.989.571 đồng. Ông V không phải thanh toán phần tài sản chênh lệch trị giá 287.699.396 đồng cho bị đơn.
Về bị đơn: giao toàn bộ diện tích 393,8 m² đất (trong đó 200 m² đất ở có thời hạn sử dụng lâu dài và 193,8 m² đất vườn, có thời hạn sử dụng 50 năm), và toàn bộ tài sản trên đất còn lại cho bị đơn sở hữu và sử dụng. Bị đơn có trách nhiệm thanh toán cho Cấn Thị T2 trị giá phần thừa kế được hưởng là 30.365.575 đồng. Bị đơn phải tự mở lối đi mới ra ngõ chung của xóm. Ngoài ra, Tòa án cấp phúc thẩm còn quyết định về phần án phí.

### Kháng nghị
Sau khi xét xử phúc thẩm, ngày 5 tháng 4 năm 2014, Cấn Thị N2 đại diện các nguyên đơn đề nghị xem xét theo thủ tục giám đốc thẩm đối với bản án dân sự phúc thẩm nêu trên. Ngày 15 tháng 6 năm 2016, Chánh án Tòa án nhân dân tối cao Nguyễn Hòa Bình kháng nghị bản án dân sự phúc thẩm của Tòa phúc thẩm Tòa án nhân dân tối cao tại Hà Nội; đề nghị Hội đồng Thẩm phán Tòa án nhân dân tối cao xét xử giám đốc thẩm huỷ toàn bộ bản án dân sự phúc thẩm nêu trên và hủy bản án dân sự sơ thẩm của Tòa án nhân dân thành phố Hà Nội; giao hồ sơ vụ án cho Tòa án nhân dân thành phố Hà Nội xét xử sơ thẩm lại theo đúng quy định của pháp luật.

## Giám đốc thẩm
Ngày 27 tháng 3 năm 2017, với yêu cầu kháng nghị của Chánh án Tối cao và sự nhất trí của Viện Kiểm sát, Hội đồng Thẩm phán tối cao đã mở phiên xét xử giám đốc thẩm tại trụ sở tòa ở số 48 đường Lý Thường Kiệt, quận Hoàn Kiếm, Hà Nội. Tại phiên tòa giám đốc thẩm, đại diện Viện kiểm sát nhân dân tối cao đề nghị Hội đồng Thẩm phán Tòa án nhân dân tối cao chấp nhận Kháng nghị của Chánh án nhân dân tối cao.

### Nhận định của Tòa án
Nhận định của Hội đồng Thẩm phán Tòa án nhân dân tối cao, Quyết định 06/2017/DS-GĐT.
Trong phiên giám đốc thẩm, Hội đồng Thẩm phán có những nhận định về vụ án. Trong vụ án, các đồng nguyên đơn là các con của cụ K với cụ T yêu cầu chia tài sản chung của mẹ là cụ T và chia di sản thừa kế của cụ K để lại theo quy định của pháp luật. Như vậy, hàng thừa kế thứ nhất của cụ T có chín người gồm tám người con và chồng là cụ K. Năm 2002, cụ K chết, phần di sản của cụ K được hưởng từ di sản của cụ T được chuyển tiếp cho cụ L và các con chung của cụ K và cụ L được hưởng.
Tại thời điểm các đồng nguyên đơn khởi kiện (tháng 11 năm 2010) cụ K và ông S đã chết, các thừa kế của cụ K và ông S được hưởng thừa kế chuyển tiếp đối với di sản mà cụ K, ông S được hưởng. Tòa án cấp sơ thẩm xác định tại thời điểm các đương sự khởi kiện là đã hết thời hiệu để chia thừa kế của cụ T, nhưng Tòa án cấp sơ thẩm xác định di sản của cụ T để lại là tài sản chung chưa chia và tuyên chia cho tám người con của cụ T là không đúng theo quy định của pháp luật, vì bị đơn không thừa nhận tài sản đang tranh chấp là di sản của cụ T chưa chia. Tòa án cấp phúc thẩm xác định thời hiệu khởi kiện về thừa kế của cụ T đã hết và không chấp nhận yêu cầu của các nguyên đơn về việc chia tài sản chung đối với phần di sản của cụ T là đúng, nhưng Tòa án cấp phúc thẩm lại tuyên cho các đồng thừa kế đang quản lý các di sản của cụ T là bị đơn được tiếp tục quản lý, sử dụng và sở hữu là không đúng.
Mặt khác, nguyện vọng của các nguyên đơn thể hiện tại biên bản lấy lời khai ngày 22 tháng 12 năm 2010 của Cấn Thị N2, Cấn Thị N1, Cấn Thị T1, Cấn Thị H, Cấn Thị M1, yêu cầu Tòa án chia di sản của bố mẹ để lại theo quy định của pháp luật, bản thân các bà là con gái đã đi lấy chồng, nên phần di sản các bà được chia, các bà giao lại cho ông V để ông V làm nơi thờ cúng tổ tiên; còn Cấn Xuân T thể hiện tại biên bản lấy lời khai đã đề nghị Tòa án chia di sản của cha mẹ theo quy định của pháp luật để anh em ông làm nơi thờ cúng cha mẹ, tổ tiên; Nguyễn Thị M yêu cầu phần di sản chồng bà được chia, mẹ con bà xin giao lại cho ông V để ông V làm nơi thờ cúng tổ tiên. Tuy nhiên, quá trình giải quyết, Tòa án cấp sơ thẩm, phúc thẩm lại tuyên công nhận sự tự nguyện của các nguyên đơn cho ông V tài sản là không đúng ý chí của các đương sự.

### Quyết định
Từ những nhận định này, Hội đồng xét xử Hội đồng Thẩm phán Tòa án nhân dân tối cao ra quyết định: chấp nhận kháng nghị của Chánh án Tòa án nhân dân tối cao đối với bản án dân sự phúc thẩm số của Tòa phúc thẩm Tòa án nhân dân tối cao tại Hà Nội; hủy toàn bộ bản án dân sự phúc thẩm nêu trên và hủy toàn bộ bản án dân sự sơ thẩm của Tòa án nhân dân thành phố Hà Nội về vụ án tranh chấp thừa kế tài sản và chia tài sản chung giữa nguyên đơn là Cấn Xuân V, Cấn Thị N1, Cấn Thị T1, Cấn Thị H, Cấn Xuân T, Cấn Thị N2, Cấn Thị M1 với bị đơn là Nguyễn Thị L, Cấn Anh C và những người có quyền lợi, nghĩa vụ liên quan (bảy người). Giao hồ sơ vụ án cho Tòa án nhân dân thành phố Hà Nội giải quyết sơ thẩm lại theo đúng quy định của pháp luật.